# Morzyca, Hạt Stargard
Morzyca [mɔˈʐɨt͡sa] (trước đây là Blumberg của Đức) là một ngôi làng thuộc khu hành chính của Gmina Dolice, thuộc hạt Stargard, West Pomeranian Voivodeship, ở phía tây bắc Ba Lan. Nó nằm khoảng 5 kilômét (3 mi) phía tây bắc Dolice, 16 km (10 mi) về phía đông nam của Stargard và 44 km (27 mi) về phía đông nam của thủ đô khu vực Szczecin.
Trước năm 1945, khu vực này là một phần của Đức. Đối với lịch sử của khu vực, xem Lịch sử của Pomerania.
Ở Morzyca có một nhà thờ Công giáo Thánh Josemaría Escrivá.